# Klingenkopf
Der Klingenkopf (auch Ringenkopf oder Rebhühnerberg) ist ein Berg im Taunus mit 682,7 m ü. NHN. Er stellt die höchste Erhebung dar im Stadtgebiet von Bad Homburg vor der Höhe im Hochtaunuskreis in Hessen. 

## Geographie

### Lage
Der bewaldete Klingenkopf liegt im Naturpark Taunus. Sein Gipfel befindet sich im westlichsten Teil des Stadtgebietes in einer Waldexklave der Gemarkung Bad Homburg, vom Gemarkungskern durch die Waldungen des Stadtteils Dornholzhausen getrennt. Der Klingenkopf bildet im Taunus einen südwestlich-nordöstlich gestreckten Bergrücken im Zuge des Taunushauptkamms und muss als nordöstlicher Nebengipfel des 690 Meter hohen Kolbenbergs gesehen werden. Weitere 850 m nach Nordosten hat der Klingenkopf seinerseits einen Nebengipfel, den Eichkopf, dessen Höhe an einem Messpunkt der amtlichen Karten mit 620,2 m angegeben ist. 

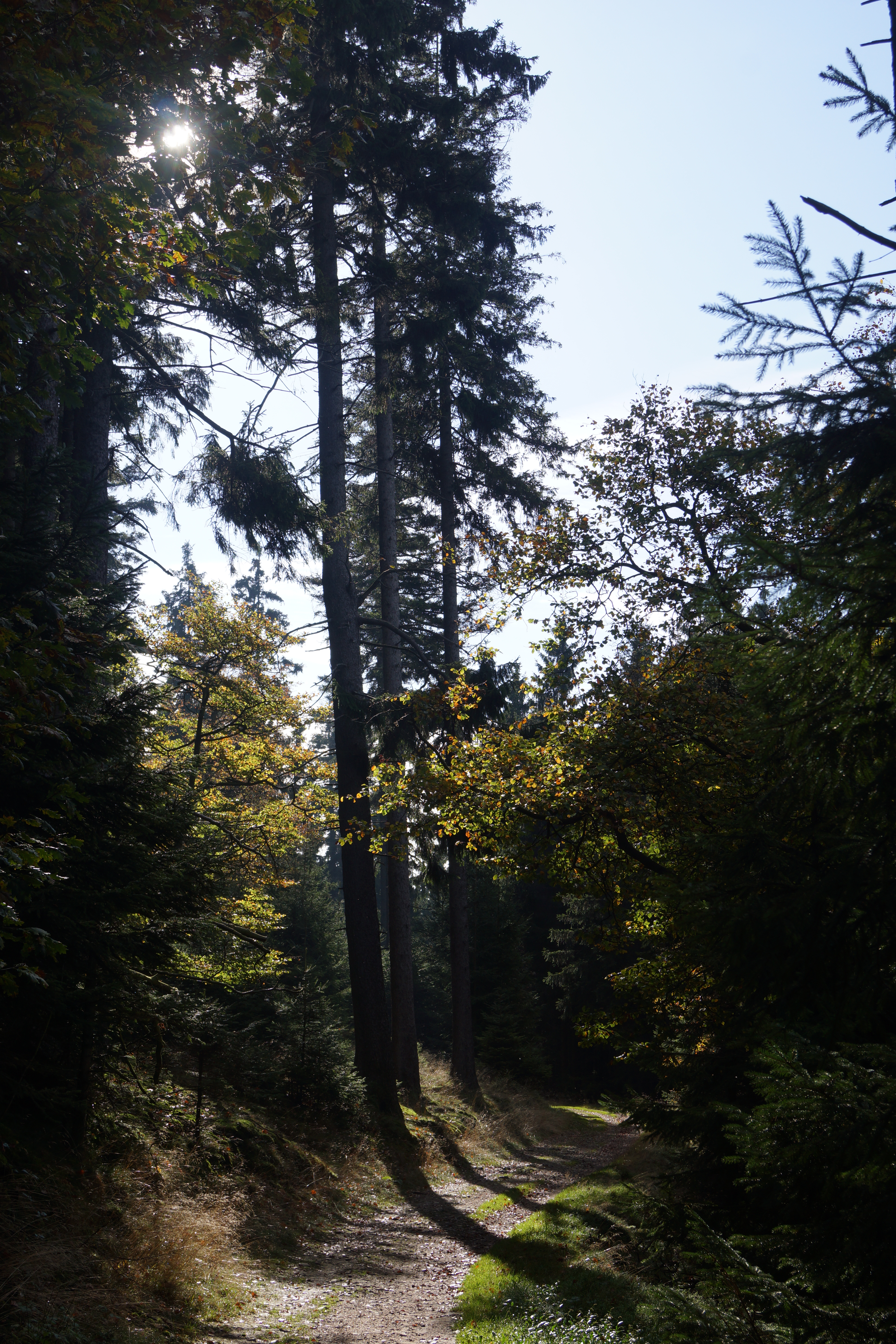
Herbststimmung auf dem Limeswanderweg nordwestlich des Gipfels.

Über diesen Teil des Taunuskamms führt der Obergermanisch-Raetische Limes, und der Klingenkopf liegt auf halber Strecke zwischen dem Kleinkastell Altes Jagdhaus im Südwesten und dem Kleinkastell Heidenstock im Nordosten. Auf der Gipfelhöhe befinden sich die Fundamente eines Wachturms, der als Wachposten 3/55 „Klingenkopf“ im Limesverlauf zwischen den Kleinkastellen Altes Jagdhaus und Heidenstock bezeichnet wird. Dem Limesverlauf folgen in diesem Abschnitt bis auf den heutigen Tag auch politische Grenzen. Am Limes endet das Stadtgebiet von Bad Homburg und beginnt das Gemeindegebiet von Neu-Anspach. Bis 1972 war dies auch die Grenze zwischen dem Obertaunuskreis und dem Landkreis Usingen und vorher zwischen dem Herzogtum Nassau und Hessen-Homburg.

### Naturräumliche Zuordnung
Der Klingenkopf gehört in der naturräumlichen Haupteinheitengruppe Taunus (Nr. 30) und in der Haupteinheit Hoher Taunus (301) zur Untereinheit Feldberg-Taunuskamm (301.3). Vom Großen Feldberg, dem höchsten Taunusgipfel, ist der Klingenkopf 3,7 km entfernt.